# Sankt Petri kyrka, Eskilstuna
Sankt Petri kyrka är en kyrkobyggnad i Slagsta i Eskilstuna, S:t Johannes församling, ritad av Lars-Olof Thorstensson. Kyrkan invigdes den 15 september 1974, vilket gör den till församlingens näst äldsta. På platsen låg tidigare fastigheten Tallklippan som bland annat användes till scoutverksamhet.
Nattvardssilvret från 1964 är signerat Birger Haglund. Kyrkans övriga silver, bestående av processions- och altarkrucifix, dopskål, dopljusstake, altarljusstakar och vaser, är tillverkade av silversmeden Bengt Liljedahl.

## Orgel
- Orgeln byggdes 1976 av A Mårtenssons Orgelfabrik, Lund. Orgeln är mekanisk.

| Huvudverk I    | Svällverk II      | Pedal         | Koppel |
| Gedackt 8´     | Rörflöjt 8´       | Subbas 16´    | I/P    |
| Principal 4´   | Spetsflöjt 4´     | Borduna 8´    | II/P   |
| Koppelflöjt 4´ | Principal 2´      | Kvintadena 4´ | II/I   |
| Waldflöjt 2'   | Nasat 1 1/3'      |               |        |
| Mixtur 3 chor  | Rörskalmeja 8'    |               |        |
|                | Tremulant         |               |        |
|                | Crescendosvällare |               |        |